# Ропівакаїн
Ропівакаїн (МНН, [roʊˈpɪvəkeɪn]) є місцевим анестетиком, що належить до групи амідів. Назва ропівакаїн позначає як рацемат, так і мічений S-енантіомер.

## Історія
Ропівакаїн був розроблений коли було виявлено, що бупівакаїн асоціюється із зупинкою серця, особливо у вагітних. Встановлено, що ропівакаїн має меншу кардіотоксичність, ніж бупівакаїн при моделюванні у тварин.

## Клінічне застосування
Найчастіше ропівакаїну гідрохлорид використовується для епідурального знеболення фізіологічних пологів. Відмінність епідурального знеболення пологів ропівакаїном від спинального знеболення бупівакаїном, в тому, що зберігається моторний блок. Тобто вагітна може рухатись, ходити, відчувати перейми, але повністю блокується больова чутливість.[джерело?]

### Протипоказання
Ропівакаїн протипоказаний для внутрішньовенної регіональної анестезії (англ. IVRA). Однак нові дані свідчать про те що як ропівакаїн (1,2-1,8 мг/кг у 40 мл) так левобупівакаїн (40 мл 0,125 % розчину) можна застосовувати, оскільки вони мають меншу токсичність для серцево-судинної та центральної нервової системи, ніж рацемічний бупівакаїн.

### Побічні ефекти
Побічні реакції зустрічаються відносно рідко, при дотриманні правильного введення препарату. Більшість ПРЛЗ стосуються техніки введення (що призводить до системного впливу) або фармакологічних ефектів анестезії, однак алергічні реакції виникають рідко.
Системний вплив надмірних кількостей ропівакаїну в основному призводить до змін у центральній нервовій системі (ЦНС) та серцево-судинній системі — зміни у ЦНС зазвичай виникають при нижчих концентраціях у плазмі крові, а серцево-судинні ефекти спостерігаються при більш високих концентраціях, хоча серцево-судинний колапс може відбуватися і при низьких концентраціях. Ефекти впливу на ЦНС можуть включати збудження (нервозність, поколювання навколо рота, шум у вухах, тремор, запаморочення, затуманення зору, судоми, що супроводжуються депресією (сонливість, втрата свідомості), пригнічення дихання та апное). Серцево-судинні ефекти включають гіпотонію, брадикардію, аритмії та/або зупинку серця — деякі з них можуть бути обумовлені вторинною гіпоксемією внаслідок депресії дихання.

### Постартроскопічний гленохумеральний хондроліз
Ропівакаїн токсичний для хряща, і внутрішньосуглобові введення можуть призвести до постартроскопічного гленогумерального хондролізу.

### Лікування передозування
Як і для бупівакаїну — внутрішньовенна ліпідна емульсія (наприклад, Celepid), може бути ефективним при лікуванні важкої вторинної кардіотоксичності, внаслідок передозування місцевим анестетиком, в експериментах на тваринах та на людях у процесі, який називається «порятунком ліпідів».

## Синоніми
(S)-(-)-1-PROPYL-2',6'-PIPECOLOXYLIDINE, (S)-(-)-1-PROPYLPIPERIDINE-2-CARBOXYLIC ACID (2,6-DIMETHYLPHENYL)AMID, TLC590, TLC-590

### Торгові марки
Наропін

### Дженерики
Ропілонг, Ropivacaine Hydrochloride

### Комбіновані
Dexopin, Ropidex, Ropivacaine HCl, Ропілонг